# Euphorbia insarmentosa
Euphorbia insarmentosa är en törelväxtart som beskrevs av P.G.Mey.. Euphorbia insarmentosa ingår i släktet törlar, och familjen törelväxter.
Artens utbredningsområde är Namibia. Inga underarter finns listade i Catalogue of Life.